# Commanderie de Saint-Jean de Sélestat
La commanderie de Saint-Jean est un monument historique situé à Sélestat, dans le département français du Bas-Rhin.

## Localisation
Ce bâtiment est situé au 10, boulevard Leclerc à Sélestat.

## Historique
L'ordre de Saint-Jean de Jérusalem s'est installé à Sélestat en 1265. La commanderie est construite à cette occasion, et la sa chapelle est bénie en 1268 par Albert le Grand. En 1399, la commanderie de Sélestat passe sous la protection de celle de Strasbourg et elle devient un prieuré. Une nouvelle église est construite en 1407, elle réemploie la chapelle primitive qui sert de chœur. Au cours des années suivantes, le domaine est agrandi, avec l'ouverture d'une école et d'un internat.
Le bâtiment actuel a été construit en 1565 afin de loger les prêtres qui résidaient auparavant dans une maison qui datait du début du XVe siècle. La commanderie est endommagée pendant le siège de la ville conduit par les Suédois en 1632, au cours de la Guerre de Trente Ans. À la suite de la guerre, les prêtres doivent faire détruire le chevet de l'église et ils cèdent une partie du domaine à la municipalité. Cette dernière a besoin de terrains pour construire de nouveaux remparts et percer une nouvelle rue.
La commanderie est vendue en 1792 à des particuliers puis elle est rachetée par la ville en 1806. Elle y installe des salles de classe et un collège occupe les locaux jusqu'en 1910. Quelques restaurations ont lieu au XIXe siècle : deux tourelles d'angle et une coursière sont ajoutées, et la toiture est refaite. L'église est détruite au début du XXe siècle.
Le bâtiment est restauré dans les années 1970 puis il accueille les services techniques municipaux et l'office de tourisme à partir de 1984 jusqu'en 2019.
L'édifice fait l'objet d'une inscription au titre des monuments historiques depuis 1931.

## Architecture
La commanderie, construite sous la direction de l'architecte Michel Sendelin, est un des bâtiments de la Renaissance les plus importants de Sélestat. Son architecture est typique de la seconde moitié du XVIe siècle et l'influence italienne est notable.
L'ensemble forme un rectangle, flanqué au centre d'une tour d'escalier. Cette tour a une porte gothique, contrastant avec le style tout à fait Renaissance des autres ouvertures. L'escalier hélicoïdal qui se trouve dans la tour a été réalisé en limon. Il porte de nombreuses marques de tailleurs de pierre.
L'intérieur a été remanié au fil des siècles, mais l'oriel possède encore ses voûtes d'origine. Celle du rez-de-chaussée porte les armes de Johann Holl, le commandeur qui est à l'origine de la construction de l'édifice.

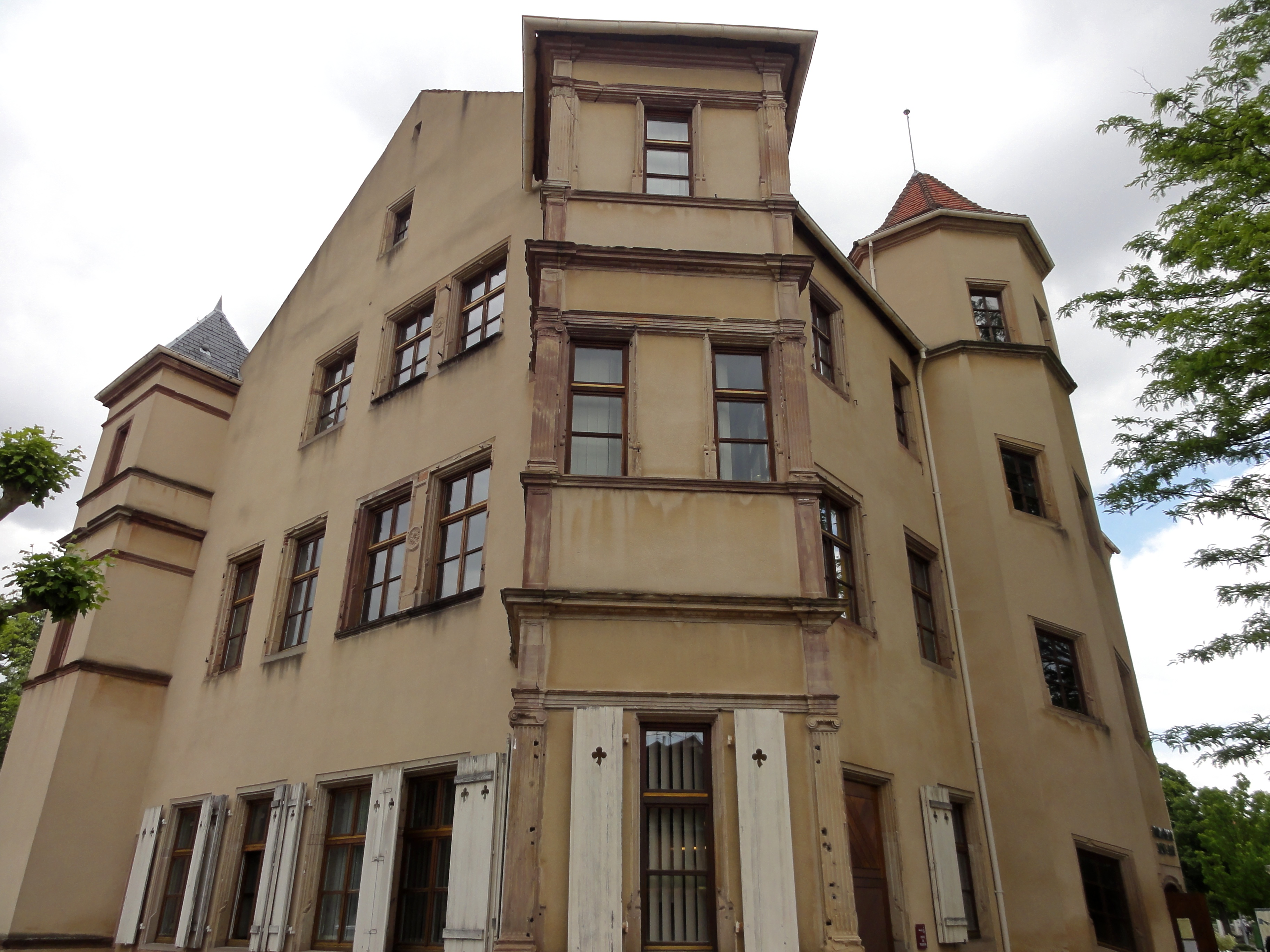
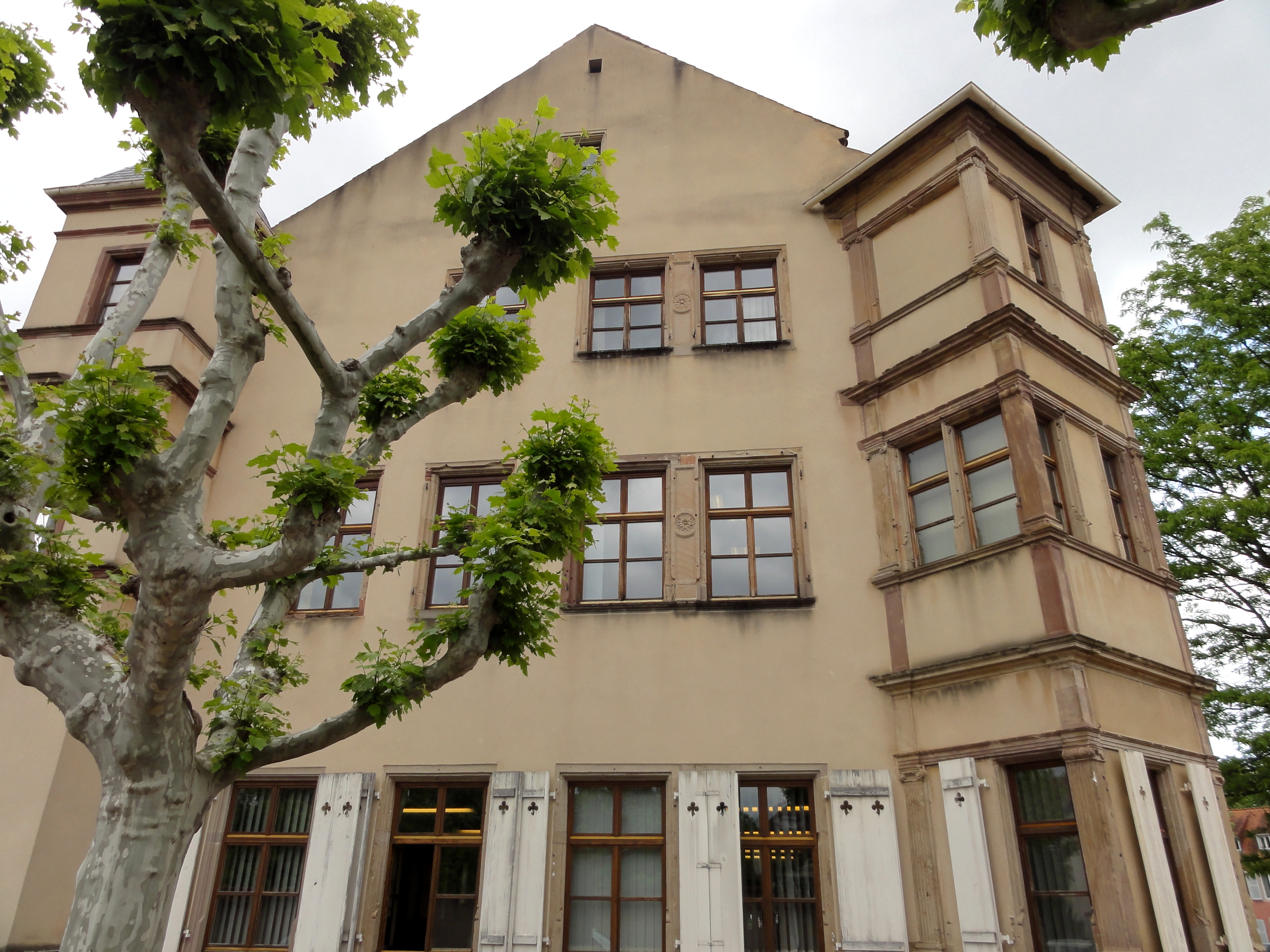
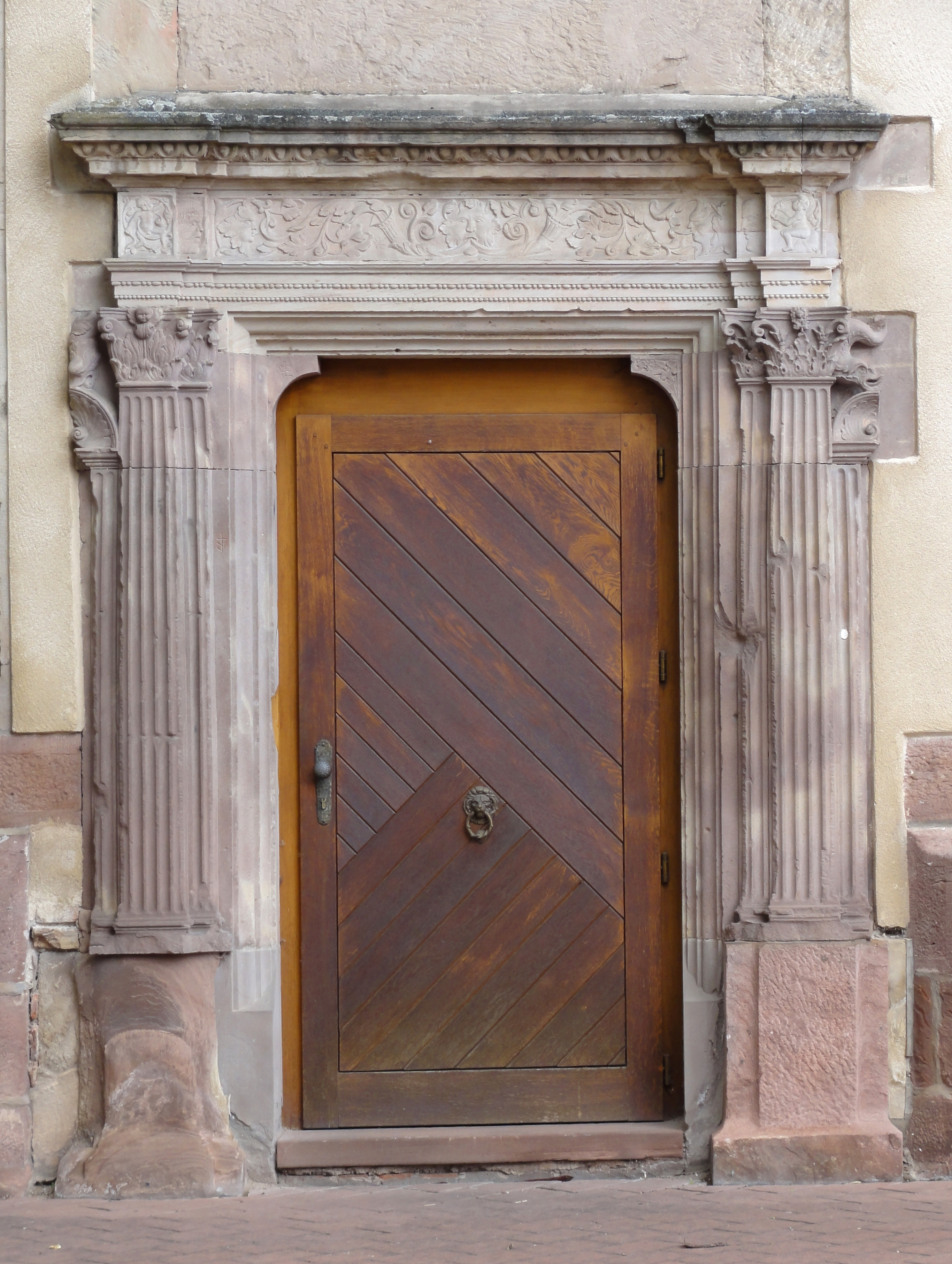
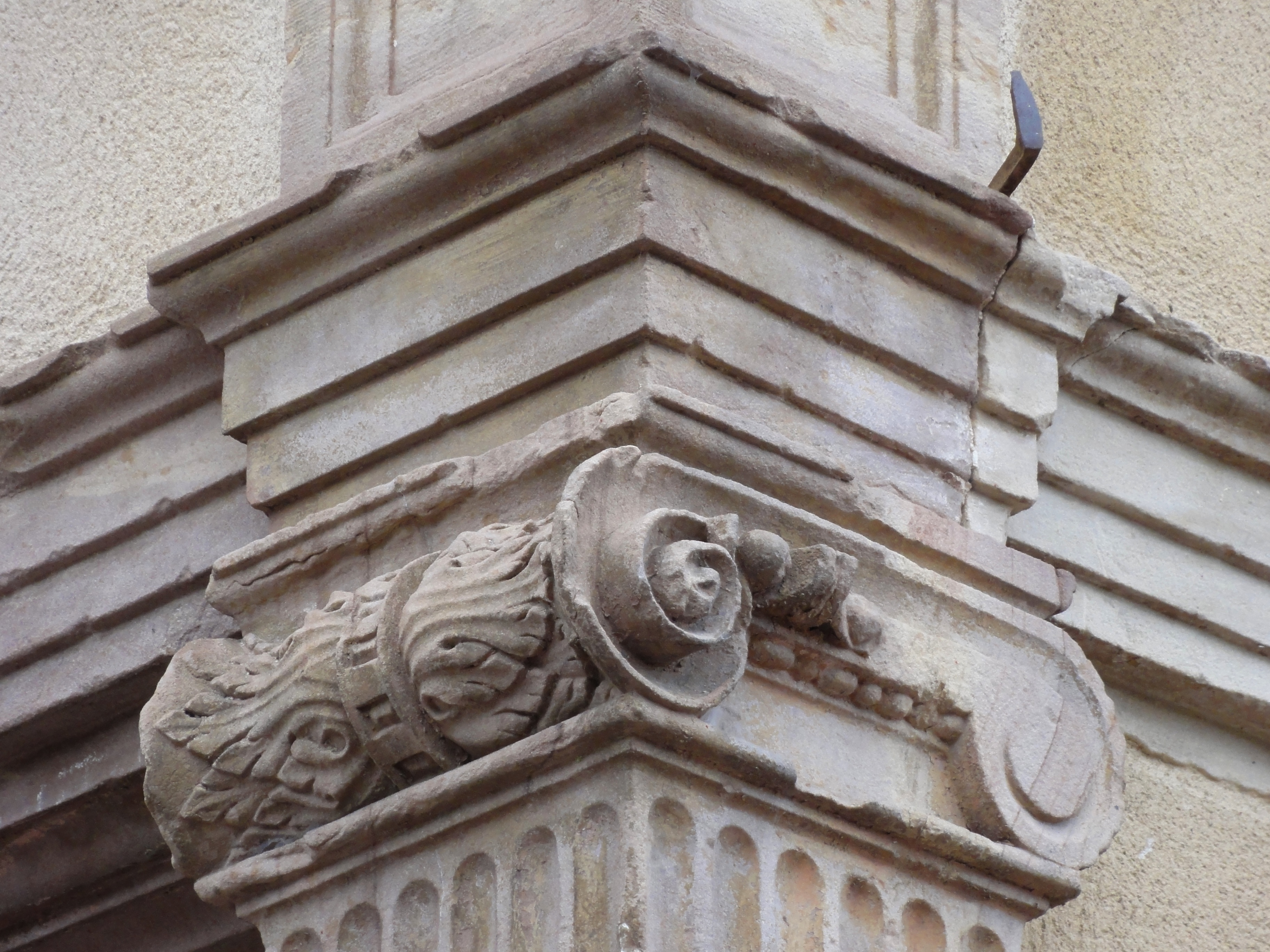